# To the River
To the River is een nummer van de Nederlandse indiepop band Causes uit 2015. Het is de derde single van hun debuutalbum Under Bridges That You Built for Me.
In "To the River" zingt de liedverteller hoe hij tot rust komt bij een rivier. Het nummer werd een bescheiden succesje in Nederland, waar het de 10e positie behaalde in de Tipparade.

## Tracklijst
Muziekdownload
1. "To the River" - 3:17